# Zanomys ochra
Zanomys ochra är en spindelart som beskrevs av John Henry Leech 1972. Zanomys ochra ingår i släktet Zanomys och familjen mörkerspindlar. Inga underarter finns listade i Catalogue of Life.